# 西大久手古墳
西大久手古墳（にしおおくてこふん）は愛知県名古屋市守山区にある古墳。志段味古墳群のひとつ。

## 概要
大久手池の周辺に点在する大久手古墳群の前方後円墳。大久手2号墳と呼ばれる場合もある。最初に調査が行なわれたのは1982年（昭和57年）・1983年（昭和58年）の愛知県教育委員会の依頼による名古屋大学の測量調査だが、それ以降2005年（平成17年）に名古屋市教育委員会が発掘調査をおこなうまで公式な調査はほとんどされなかった。
従来は隣接する東大久手古墳と主軸が同じであるとして双方の関連性が言われていたが、近年の調査で主軸がずれていることが判明したほか、前方部の特徴（後述）などから志段味大塚古墳との関連性が高い可能性が指摘されている。また、2008年（平成20年）の発掘調査で東海地方以東では最古級（5世紀中頃）のものとされる人物埴輪が出土した。同時期の人物埴輪は近畿地方の天皇陵などで見つかっていることから、この地方の勢力がヤマト王権と深い繋がりを持っていた事が考えられるという。

## 規模と構造
前方部が短い帆立貝型前方後円墳で、墳丘長は約39メートル、周濠部分を含めると全長約59メートル、後円部の直径が約27メートルと推定される。年月を経る間に墳丘の削平が進んでおり、現存するのは表土から50センチメートル程度のため、前方部・後円部とも高さについては数値が算出されていない。
2005年（平成17年）の発掘調査で、前方部の傾斜角が下部で約12度、上部で約40度と変化している構造が確認された。同様の構造は近接する志段味大塚古墳でも確認されている。後円部では傾斜角の変化を確認できていないことから前方部の3面のみに設けられていた可能性が高い。
周濠は一重で逆台形の断面を持ち、現在の残存高から約1.1メートルの深さがある。外堤の上部に幅60センチメートル程度の平坦面があったと見られているが、後円部側では外堤も掘平されている。また、周濠底から葺石とみられる石材が見つかっているが墳丘部では葺石を確認できないため、後年の削平などの際にほとんど落下したと考えられている。
2019年（令和元年）度の発掘で南側に造り出しが発見されている。
2020年（令和2年）度の発掘で南側くびれ部から前方部に葺石が検出され、造り出しの辺りからは、高坏形器台の破片や円筒埴輪以外の埴輪の破片など、墳丘上に祭祀に使われたと思われる遺物が出土している。後円部の周壕部分より有頸有茎鏃の一種で短頸平根系柳葉式鉄鏃が見つかっている。

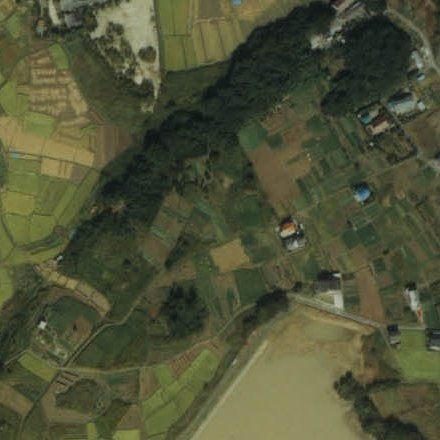
西大久手古墳（左下）と周辺の古墳（1987年（昭和62年））国土交通省 国土地理院 地図・空中写真閲覧サービスの空中写真を基に作成
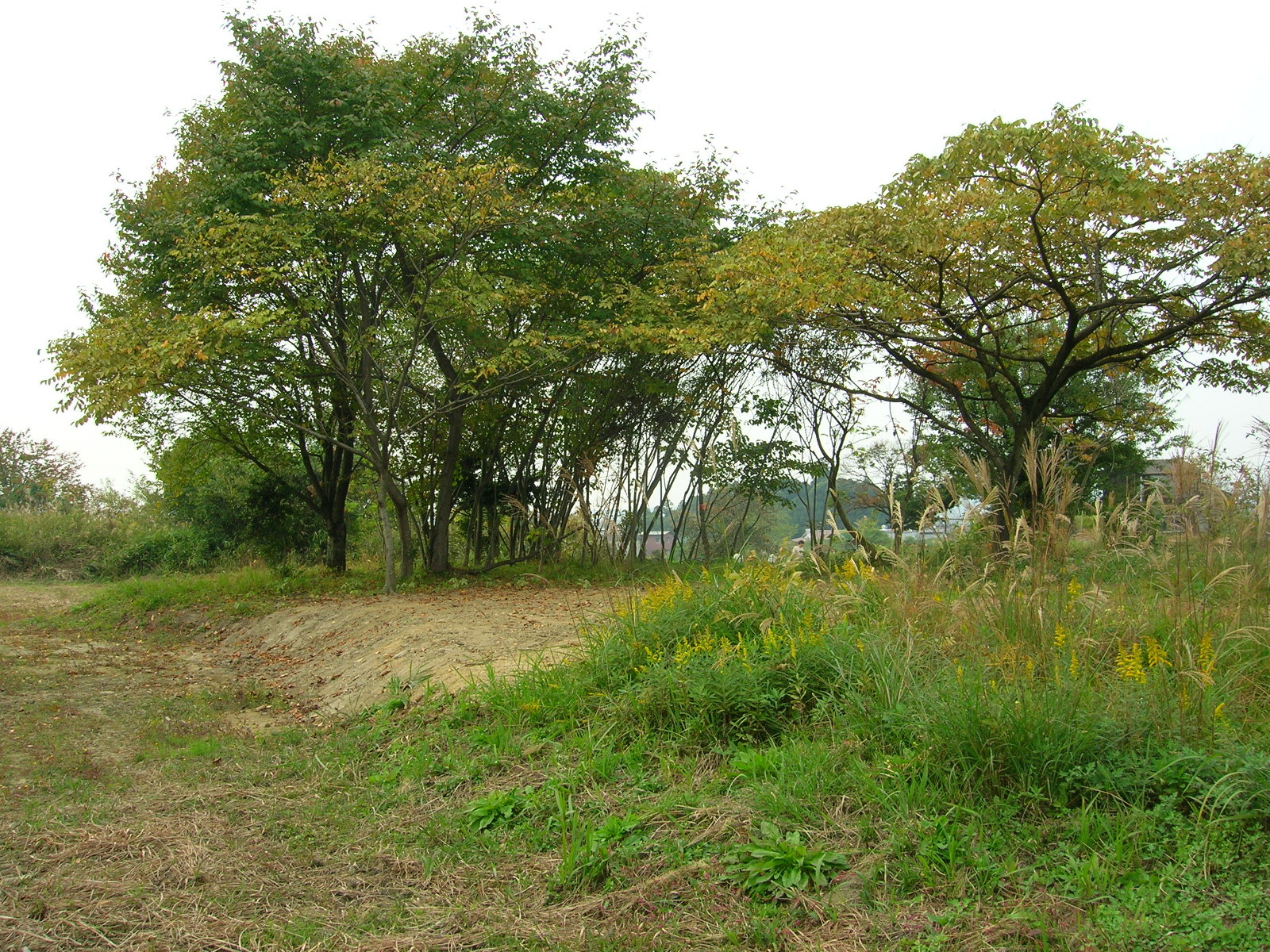
2008年当時の西大久手古墳（2008年（平成20年）7月）

## 出土品
- 名古屋市見晴台考古資料館収蔵
  - 須恵器
  - 円筒埴輪
  - 馬型埴輪
  - 鶏型埴輪
  - 人物埴輪
  - 鉄鏃

## アクセス
- 大曽根駅（JR中央本線、名鉄瀬戸線、名古屋市営地下鉄名城線）
- 高蔵寺駅（JR中央本線、愛知環状鉄道・愛知環状鉄道線）より
  - 名古屋ガイドウェイバスガイドウェイバス志段味線（ゆとりーとライン） 「東谷橋」バス停下車。